# لنورا باروس
لنورا ده باروس (زادهٔ ۱۹۵۳) هنرمند و شاعر برزیلی است. او در دانشگاه سائو پائولو زبان‌شناسی خواند و در دهه ۱۹۷۰ فعالیت هنری خود را آغاز کرد. وی همواره در پی پژوهش و اطلاع‌رسانی در زمینه زبان از طریق رسانه‌های مختلف، از جمله ویدئو، اجرا و عکاسی بوده است.
باروس فعالیت خود را با شعر کانکریت آغاز کرد. آثار اولیه او تحت تأثیر شعر موجز، به‌ویژه گروه نوئیگاندرس بود و از تکنیک‌های پاپ آرت، هنر بدن و هنر مفهومی الهام می‌گرفت.
آثار او به‌مرور به تمرکز بر صوت کلمات گرایش یافت و به‌ویژه در قالب چیدمان‌های صوتی و اجراهای آوایی نمود پیدا کرد.

## آثار
لنورا ده باروس فعالیت خود را در دهه ۱۹۷۰ آغاز کرد و به‌طور هم‌زمان ارتباط کلامی و دیداری را از طریق شعر بررسی کرد.
در سال ۱۹۸۳، او ویدئویی از اشعار خود را در هفدهمین دوسالانه هنر سائو پائولو به نمایش گذاشت. در همان سال، باروس کتاب هنری «جایی که دیده می‌شود» را منتشر کرد که شامل عکاسی و شعر موجز بود و از فونت‌ها و چیدمان‌های متنوع بهره می‌برد. توالی تصویری زبانی که با کلیدهای یک ماشین‌تحریر در تعامل است، نشان‌دهنده گرایش او به کشف مفاهیم زبانی در قالبی دیداری بود. این اثر همچنین بازی زبانی‌ای با واژه لینگو (lingua) در زبان پرتغالی است که به‌طور هم‌زمان به «زبان» و «زبان بدن» اشاره دارد.
استفاده از اجراهایی که از طریق عکاسی یا ویدئو مستند می‌شوند، در آثار این هنرمند مشهود است. در سال ۱۹۹۰، باروس پروژه طولانی‌مدت پینگ پوئمز (Ping-poemas) را آغاز کرد که شامل مجموعه‌ای گسترده از آثار با بهره‌گیری از عناصر تنیس روی میز است. او در همان سال با نمایش «شعر چیزی از هیچ است» در میلان، ۵۰۰۰ توپ پینگ‌پنگ را که نام نمایشگاه روی آن‌ها چاپ شده بود، در سراسر گالری پخش کرد و یکی از آن‌ها را روی یک بالش مخملی قرار داد. او در سال ۱۹۹۴ در رویداد آرت کیدید در سائو پائولو، توپ‌های پینگ‌پنگ را در قالبی دیداری و صوتی بازآفرینی کرد. در اثر «پینگ‌پوئمز برای باروس» او از راکت، تور و میز پینگ‌پنگ بهره برد. در اثری جدیدتر، یعنی «صدای موتور» (۲۰۱۵)، باروس با انداختن توپ‌های پینگ‌پنگ از یک مخزن آب بر روی کاشی‌های یک استخر خالی، چیدمانی صوتی و تصویری خلق کرد که به خشکسالی در سائو پائولو اشاره داشت.
بین سال‌های ۱۹۹۳ تا ۱۹۹۶، باروس ستونی هفتگی و تجربی برای روزنامه ژرنال داترید در سائو پائولو نوشت. او در این ستون اجراهای عکاسی، اشعار دیداری و متون شاعرانه متعددی منتشر کرد و با طراحی‌های گرافیکی چیزهای مختلفی را آزمایش کرد، روابط جدیدی میان متن و تصویر پیشنهاد داد و دیالوگ‌هایی با دیگر هنرمندان ایجاد کرد. بسیاری از ایده‌های اولیه‌ای که در این ژورنال بررسی کرده بود، به‌عنوان نقطه آغازین برای آثار هنری دیگرش مورد استفاده قرار گرفتند. او این ژورنال نویسی را «آزمایشگاهی برای بسیاری از تجربیات» توصیف کرده است. در سال ۲۰۱۴، لنورا ده باروس این ستون‌های نوشته شده در ژورنال را در مرکز شهر سائو پائولو به نمایش گذاشت. در این نمایشگاه، او دو ویدئوی جدید ضبط کرد که در یکی از آن‌ها با خودش چکرز بازی می‌کند.
در دهه ۱۹۹۰، او همچنین دبیر بخش عکاسی در فولیا ده سائو پائولو و مدیر هنری مجله ورزشی پلاکار بود.
لنورا ده باروس در نمایشگاه‌های گروهی و انفرادی در مؤسسات هنری معتبر برزیل و خارج از آن، از جمله پاکوایمپریال در ریو دو ژانیرو، موزه هنر مدرن، ریو دو ژانیرو، کاسا داروس در ریو، مرکز فرهنگی بانکودو نوردست در فورتالزا و بنیاد پروآ در بوئنوس آیرس شرکت داشته است. او در سه دوره از بینال هنر سائو پائولو (هفدهمین در ۱۹۸۳، بیست‌وچهارمین در ۱۹۹۸، و بیست‌ونهمین در ۲۰۱۰) و دو دوره از بینال مرکوسور در پورتو آلگره (پنجمین در ۲۰۰۵ و هفتمین در ۲۰۰۹) حضور داشته است.

## زندگی شخصی
لنورا دختر یکی از پیشگامان هنر موجز در برزیل، جرالدو ده باروس و خواهر هنرمند مستقر در سوئیس، فابیانا ده باروس است.